# Oskar Maretzky
Oskar Maretzky, född 2 juni 1881 i Breslau, död i februari 1945 i Helmsdorf nära Sorau, var en tysk jurist och högerpolitiker som under sin politiska karriär i tur och ordning representerade DVP, NLRP, DNVP och NSDAP. Han var ledamot av Weimarrepublikens riksdag från 1919 till 1924 och tillförordnad överborgmästare i Berlin från 1935 till 1937.

## Biografi

### Uppväxt och utbildning
Maretzky föddes i en protestantisk familj och var son till en tandläkare. Efter att ha tagit studentexamen år 1900 från Magdalenäum i Breslau studerade han juridik vid Breslaus universitet, där han blev medlem av Burschenschaftföreningen Arminia, och vid Leipzigs universitet. År 1903 tog han sin första statsexamen. År 1904 promoverades han till juris doktor. 

### Yrkeskarriär
Efter sin andra statsexamen blev Maretzky 1908 rättsassessor, blev 1909 magistratsassessor i staden Berlins förvaltning och var från 1912 till 1918 stadssyndikus i Lichtenberg i Berlin. 
Efter sin politiska karriär verkade Maretzky som medlem av presidiet för Tyska Röda korset. Under andra världskriget var han anställd vid Knorr-Bremse AG i Lichtenberg.

### Partimedlemskap
Under Weimarrepublikens första år anslöt sig Maretzky till Deutsche Volkspartei (DVP). I juni 1924 lämnade han partiet för att istället medverka till grundandet av det kortlivade Nationalliberale Reichspartei (NLRP), där han fram till februari 1925 var partiordförande. Maretzky och kretsen kring honom anslöt sig därefter till DNVP, som han tillhörde fram till DNVP:s upplösning 1933. Under Nazityskland var Maretzky inledningsvis partilös och politiskt allierad med NSDAP, men på grund av restriktioner mot inträde i partiet kunde han bli medlem i NSDAP först 1 mars 1937.

### Parlamentariker
Maretzky blev i valet 1919 invald som ledamot av Nationalförsamlingen i Weimar och blev efter Weimarkonstitutionens antagande även ledamot av Tysklands riksdag för DVP. Efter att ha lämnat DVP för att bilda NLRP kom han att ansluta sig till DNVP-gruppen i riksdagen som observatör. Vid riksdagsvalet i Tyskland 1924 valdes han in på en gemensam lista som ende ledamot tillhörande NLRP. I december 1924 lämnade han riksdagen. Från 1924 till 1932 var han ledamot av Preussens lantdag.

### Offentliga ämbeten
Maretzky var från 1911 till 1912 vice borgmästare i Boxhagen-Rummelsburg. Från 1912 till 1920 var han stadsdelsborgmästare i Lichtenberg. Under Kappkuppen utsågs han till tillförordnad polispresident i Berlin.
Efter nazisternas maktövertagande 1933 utsågs Maretzky till en av Berlins tillförordnade borgmästare under överborgmästaren Heinrich Sahm. Efter Sahms avgång övertog han 19 december 1935 stadens ledning som tillförordnad överborgmästare, en post som han innehade fram till Julius Lippert utsågs till överborgmästare 5 januari 1937. Redan under Maretzkys ämbetstid hade dock statskommissarien Lippert och Gauleiter Joseph Goebbels den egentliga politiska makten, medan Maretzky förblev en tämligen anonym ämbetsman utan större påverkan på politiken eller den officiella propagandan. Efter att Lippert övertagit en mer officiell ledande roll tillkännagav Maretzky att han 31 mars 1937 trädde tillbaka från sin roll som ställföreträdande borgmästare, och lämnade därefter politiken. Hans efterföljare som ställföreträdande borgmästare blev Ludwig Steeg.